# Leo Wright
Leo Wright (14 de diciembre de 1933 en Wichita Falls, Texas - 4 de enero de 1991 en Viena) fue un músico de jazz estadounidense que tocaba el saxofón alto, la flauta y el clarinete. 
Tocó con Booker Ervin, Charles Mingus, John Hardee, Kenny Burrell, Johnny Coles, Blue Mitchell y Dizzy Gillespie a finales de los años cincuenta, principios de los sesenta y finales de los setenta.  Tras trasladarse a Europa en 1963, Wright se instaló en Berlín y más tarde en Viena.  Durante este tiempo actuó y grabó principalmente en Europa, con músicos europeos o expatriados estadounidenses, como Kenny Clarke y Art Farmer. 
Murió de un ataque cardíaco en 1991 a la edad de 57 años. 

## Discografía

### Como líder o colíder
- Blues Shout (Atlantic, 1960)
- Suddenly the Blues (Atlantic, 1961)
- Soul Talk (Vortex, 1963)
- Modern Jazz Studio Number 4 (Amiga, 1965 [1970])
- Flute + Alto – Sax (Amiga, 1965 [1967])
- Alto Summit (MPS, 1968) con Lee Konitz, Pony Poindexter y Phil Woods
- It's All Wright (MPS, 1972)
- Evening Breeze (Roulette, 1977)
- New Horn in Town/Blues Shote (Fresh Sound, 2012)

### Como acompañante
Con Booker Ervin
- Doug's Night Club, Berlin, Germany" (Bootleg), 1965)

Con Kenny Burrell
- Bluesin' Around (Columbia, 1962 [1983])

Con Gloria Coleman
- Soul Sisters (Impulse!, 1963)

Con Johnny Coles
- Little Johnny C (Blue Note, 1963)

Con Tadd Dameron
- The Magic Touch (Riverside, 1962)

Con Red Garland
- I Left My Heart... (Muse, 1978 [1985])

Con Dizzy Gillespie
- Copenhagen Concert (SteepleChase)
- Gillespiana (Verve, 1960)
- An Electrifying Evening con the Dizzy Gillespie Quintet (Verve, 1961)
- Carnegie Hall Concert (Verve, 1961)
- Dizzy on the French Riviera (Philips, 1962)
- A Musical Safari – Live at the Monterey Jazz Festival 1961 (Booman, 1974)
- New Wave (Philips, 1963)

Con Gildo Mahones
- I'm Shooting High (Prestige, 1963)
- The Great Gildo (Prestige, 1964)

Con Jack McDuff
- Screamin' (Prestige, 1962)

Con Blue Mitchell
- Step Lightly (Blue Note, 1964)

Con Oliver Nelson
- Berlin Dialogue for Orchestra (Flying Dutchman, 1970)

Con Dave Pike
- Limbo Carnival (New Jazz, 1962)

Con Lalo Schifrin
- Lalo = Brilliance (Roulette, 1962)
- Bossa Nova: New Brazilian Jazz (Audio Fidelity, 1962)
- Samba Para Dos con Bob Brookmeyer (Verve, 1963)

Con Richard Williams
- New Horn in Town (Candid, 1960)

Con Jimmy Witherspoon
- Baby, Baby, Baby (Prestige, 1963)

Con Antônio Carlos Jobim
- The Composer of Desafinado Plays (Verve, 1963)